# Bermesca
Bermesca es un cultivar de higuera de tipo higo común Ficus carica, unífera de higos de epidermis con color de fondo verde claro amarillo con sobre color amarillo intenso. Se cultiva en la colección de higueras de Montserrat Pons i Boscana en Llucmajor, Islas Baleares.

## Sinonimia
- „Bernesca“ en Islas Baleares.[3][5][6]

## Historia
Actualmente la cultiva en su colección de higueras baleares Montserrat Pons i Boscana, rescatada de un ejemplar o higuera madre en "can Banyeta des Turó" Campos, único árbol plantado en una pequeña sementera cercana a la vivienda en los corrales del ganado vacuno.
La variedad 'Bermesca' pertenece al grupo de alicantinas, esta variedad junto a 'Alacantina' y 'Jorba' son las variedades baleares que tienen la pulpa de color ambarino amarillento.
El origen del nombre dado a la variedad 'Bermesca', tal vez le fue dado por la propensión a pudrirse, Bermesca podría derivar de Vermesca-criadora de gusanos y lombrices (Cosme Aguiló, De Nominibus Ficorum, 2005).

## Características
La higuera 'Bermesca' es una variedad unífera de tipo higo común. Árbol de gran desarrollo, buen porte y copa altiva, ramaje claro con moderado follaje. Sus hojas con 3 lóbulos (80%) tienden a ser mayoritarias, 5 lóbulos (10%) y 1  lóbulo (10%). Sus hojas con dientes presentes y márgenes serrados. 'Bermesca' tienen poco desprendimiento de higos teniendo una producción media de higos. La yema apical es cónica de color amarillento.
Los higos 'Bermesca' son higos piriformes, un poco ovoidales,  que presentan unos frutos de unos 19,3 gramos en promedio, de epidermis delgada y tacto áspero, de color de fondo verde claro amarillo con sobre color amarillo intenso. Ostiolo de 0 a 1 mm con escamas medias anaranjadas. Pedúnculo de 10 a 14 mm troncocónico amarillento. Grietas prácticamente ausentes. Costillas bastante marcadas. Con un ºBrix (grado de azúcar) de 16, sabor insípido soso, con firmeza media, con color de la pulpa amarillo terroso. Con cavidad interna pequeña y una gran cantidad de aquenios medianos. Son de un inicio de maduración sobre el 15 de agosto al 17 de septiembre y de producción media. Son resistentes a la lluvia.
Se usa para higo fresco y seco en alimentación animal ganado bovino y porcino. Poca facilidad de desprendimiento. Muy sensible a las lluvias con gran facilidad de agriado, baja resistencia al transporte.

## Cultivo
'Bermesca', es una variedad que se utiliza para consumo animal tanto en fresco como seco. Se está tratando de recuperar de ejemplares cultivados en la colección de higueras baleares de Montserrat Pons i Boscana en Llucmajor.